# Hautasaari (ö i Padasjoki)
Hautasaari eller Rummetinsaari är en ö i Finland.  Ordet hautasaari åsyftar att ön har varit begravningsplats. Ön ligger i sjön Vesijako och i kommunen Padasjoki och landskapet  Päijänne-Tavastland. Öns area är 0,9 hektar och dess största längd är 130 meter i sydöst-nordvästlig riktning.